# Catachlorops pechumani
Catachlorops pechumani är en tvåvingeart som först beskrevs av Barretto 1948.  Catachlorops pechumani ingår i släktet Catachlorops och familjen bromsar. Inga underarter finns listade i Catalogue of Life.